# United Airlines Tournament of Champions 1984
United Airlines Tournament of Champions 1984  — тенісний турнір, що проходив на відкритих кортах з ґрунтовим покриттям Hyatt Regency Grand Cypress в Орландо (США). Належав до Світової чемпіонської серії Вірджинії Слімс 1984. Турнір відбувся вп'яте і тривав з 23 до 29 квітня 1984 року. Перша сіяна Мартіна Навратілова виграла свій п'ятий підряд титул в одиночному розряді на цьому турнірі.

## Фінальна частина

### Одиночний розряд
Мартіна Навратілова —  Лаура Гільдемейстер 6–2, 7–5
- Для Навратілової це був 4-й титул в одиночному розряді за сезон і 90-й — за кар'єру.

### Парний розряд
Клаудія Коде-Кільш /  Гана Мандлікова —  Енн Гоббс /  Венді Тернбулл 6–0, 1–6, 6–3
- Для Коде-Кільш це був 2-й титул за сезон і 8-й — за кар'єру. Для Мандлікової це був 8-й титул за сезон і 26-й — за кар'єру.